# Mancurt
Mancurt este un termen regăsit în miturile popoarelor, care a fost puternic popularizat în timpurile moderne prin romanul O zi mai lungă decât veacul (И дольше века длится день) al lui Cinghiz Aitmatov. Acest roman filozofic tratează soarta celor care își uită trecutul și sunt total dependenți de stăpânul lor.
Legenda turcică amintită în roman descrie o tortură sălbatică, prin care un prizonier de război este făcut să uite aproape totul, cu excepția unor deprinderi de bază, și să devină un sclav perfect al stăpânului său. Astfel, capul proaspăt ras al prizonierului era acoperit cu o „bonetă” făcută din piele proaspăt jupuită de pe picioarele unei cămile. Sclavului i se legau mâinile, iar gâtul îi era prins într-un „jug” de lemn, pentru a-l împiedica să-și elibereze capul. Mai apoi, prizonierul era lăsat în deșert timp de câteva zile. La suferința provocată de sete se adăuga durerea provocată de „boneta”, care se uscase și presa asupra calotei craniene, și de firele de păr care creșteau și nu puteau străpunge piele de cămilă, dar care în schimb penetrau scalpul. Cei care supraviețuiau torturii se transformau în sclavi supuși ai stăpânilor lor. Îndepărtarea completă a „bonetei” provoca noi suferințe și lăsau cicatrice care aveau să-l marcheze pe toată viața pe sclav. Suferințele cumplite îndurate în timpul torturii îl făceau pe sclav să-și uite trecutul, până și propriul nume (așa cum avea să se întâmple cu eroul lui Aitmatov, Joleman, care, deși regăsit de mama sa, Nayman-Ana, nu numai că nu a recunoscut-o, dar a și ucis-o la ordinul stăpânului său).

## Utilizare contemporană
Cuvântul „mancurt” a devenit foarte popular în țările fostei URSS (în special în Republica Moldova, Tatarstan, Bașkortostan și republicile post-sovietice din Asia Centrală), ca o poreclă rușinoasă a persoanelor care au pierdut legătura cu rădăcinile lor naționale și cultura poporului din care fac parte. Termenul „mancurt” a devenit un cuvânt peiorativ folosit în presa post-sovietică.
Termenul „mancurt” este folosit de asemenea în Turcia contemporană pentru desemnarea adepților modernizării de tip occidental a țării și a sprijinitorilor politicii de integrare în Uniunea Europeană, în special a celor din elita politica turcească.

### Origine
Aitmatov a susținut că nu a luat ideea termenului „mancurt” din tradiție, ci l-a inventat el însuși.